# 61-я танковая бригада
61-я отдельная лёгкая танковая бригада — воинское соединение из состава бронетанковых войск РККА в Великой Отечественной войне.
Сокращённое наименование — 61 олтбр.
Бригада прославилась в операции «Искра», в которой, непосредственно поддерживая стрелковые соединения, во многом обеспечила успех ударной группировки 67-й армии Ленинградского фронта.

## История формирования
61-я отдельная легкотанковая бригада была сформирована в районе Лесное г. Ленинград в период с 6 по 30 июля 1942 года на основании постановления Военного Совета Ленинградского фронта № 001052 от 7 июля 1942 года. Формирование бригады проходило на базе 12-го отдельного учебного танкового полка, к 25 июля 1942 года бригада была передислоцирована в район Озерки 1-е Всеволожского района.
Бригада, получившая на вооружение 65 лёгких танков Т-60 и 46 бронеавтомобилей БА-20, стала единственной бригадой в Красной армии полностью укомплектованной танками Т-60. Командование фронтом рассчитывало, что использование лёгких и манёвренных танков будет наиболее эффективным для непосредственной поддержки пехоты и подавления огневых точек противника при наступлении в лесисто-болотистой местности.
Командный состав и штаб бригады по большей части был укомплектован офицерами-ленинградцами, а также командирами, имевшими уже опыт боёв на Ленинградском фронте. Командиром бригады был назначен подполковник А. В. Шевлягин, которого вскоре из-за болезни заменил подполковник В. В. Хрустицкий.
В отличие от командиров, значительная часть танкистов были новобранцами из разных регионов СССР, которые прибыли в бригаду с «большой земли». Вместе с тем, было и немало ленинградских рабочих и инженеров, благодаря которым удалось создать эффективную службу ремонта и эксплуатации боевой техники.
Танки для укомплектования бригады были переправлены в Ленинград через Ладожское озеро, причём для маскировки их перевозили на баржах с углём. Большая часть же бронеавтомобилей, поступивших на вооружение бригады, прибыли после ремонта на ленинградских предприятиях.
В конце июля бригада была уже почти полностью укомплектована (за исключением автотранспорта) и с 27 июля приступила к планомерной боевой подготовке. Поскольку большая часть бригады не имела боевого опыта, командование фронтом не решилось бросать соединение сразу в бой. Сначала бригада находилась в резерве фронта в районе Озерков, а затем с августа по декабрь в районе Колпино. Длительный период обучения позволил довести уровень боевой подготовки личного состава бригады до достаточно высокого уровня.

## Участие в боевых действиях
Период вхождения в действующую армию: 5 июля 1942 года — 7 февраля 1943 года.
В конце декабря 1942 г. бригада была включена в состав 67-й армии для участия в операции «Искра».
В период подготовки операции, командование Ленинградским фронтом рассматривало возможность форсирования Невы танками по льду. У Колонии Овцино был проведён эксперимент — два танка Т-60 без проблем преодолели реку, а вес танка Т-34 не выдержал даже усиленный сапёрами лёд. На этом основании было окончательно принято решение придать стрелковым дивизиям первого эшелона по батальону лёгких танков и только после захвата плацдарма на левом берегу построить переправы для тяжёлых и средних танков.
Для непосредственной поддержки пехоты подразделения бригады были приданы двум дивизиям первого эшелона 67-й армии — 548-й танковый батальон и батальон бронеавтомобилей должны были поддерживать 86-ю стрелковую дивизию, а 549-й танковый и мотострелковый батальоны — 136-ю.

### В операции «Искра»
12 января войска Ленинградского фронта перешли в наступление. В первый день наибольшего успеха добилась 136-я стрелковая дивизия, успешно форсировавшая Неву в районе Марьино. 549-й танковый батальон бригады (командир — майор А. C. Паршин) также сумел без существенных потерь достигнуть левого берега. Отбросив части 401-го полка 170-й пехотной дивизии противника, к концу дня наступающие соединения захватили плацдарм шириной 6 километров и глубиной 3 километра.

В боевых порядках стрелковых рот шли танки Т-60 из бригады полковника В. В. Хрустицкого. Юркие, стремительные, они всюду легко пробирались, а за ними, прикрываясь их бронёй, смелее действовали солдаты, вплотную подходили к вражеским огневым точкам, поджигали и взрывали их.— Из воспоминаний заместителя командира 136-й стрелковой дивизии С. М. Путилова.
Менее удачно развивались события в полосе наступления 86-й стрелковой дивизии в районе Шлиссельбурга. Здесь лёд на реке был разбит огнём артиллерии, а огневые точки противника не были подавлены. Полки 86-й дивизии и танки 548-й батальона (командир — С. Арзамасов) были встречены шквальным огнём противника. В сложившейся ситуации командир батальона бронеавтомобилей капитан Л. И. Легеза отказался переправляться через Неву, несмотря на настойчивые требования командования стрелковой дивизии. Прибывший на место комбриг В. В. Хрустицкий поддержал это решение. Связавшись с командованием армии, комбриг предложил не форсировать Неву в этом районе, а воспользоваться успехом 136-й стрелковой дивизии. Это предложение было принято. Части 86-й стрелковой дивизии и танковый батальон бригады отошли на исходные рубежи, а затем переправились на левый берег Невы в районе Марьино. На следующий день части 86-й дивизии и батальон бронеавтомобилей начали наступление на Шлиссельбург, а 548-й батальон стал действовать в полосе 136-й дивизии.

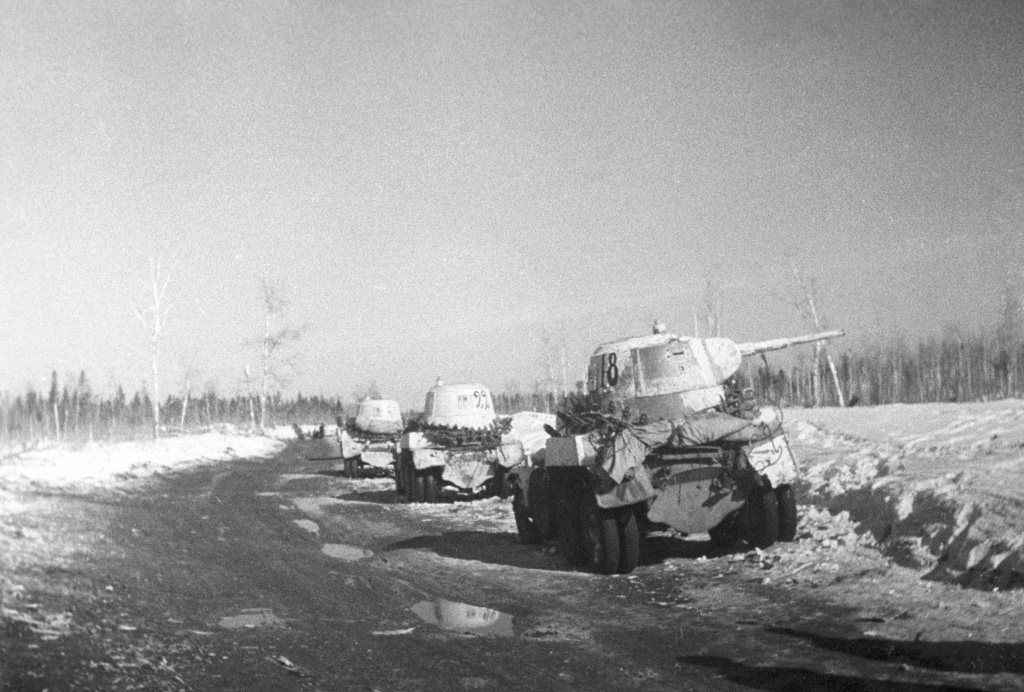
Колонна бронеавтомобилей БА-10 одной из частей Ленинградского фронта, зима 1942—1943 гг.

13 января бои приняли особенно ожесточённый характер — только 136-я стрелковая дивизия при поддержке танков 61-й бригады продолжала продвигаться вперёд и сумела за два дня продвинуться на восток от берега Невы на 7 километров.
К вечеру 15 января части 136-й дивизии и 61-й танковой бригады подошли к Рабочему посёлку № 5, к которому с востока рвались части Волховского фронта. Войска двух фронтов разделял всего 1 километр, но противник сосредоточил в этом районе значительные силы (части 61-й и 96-й пехотных дивизий), стараясь не допустить полного окружения своих частей, продолжавших сражаться в районах Шлиссельбурга и Липок.
16 января в районе Рабочего Посёлка № 5 передовой танк Т-60 с бортовым номером «164» в утренних сумерках внезапно столкнувшись с танками противника неизвестного типа. Это были два новейших танка «Тигр» из состава 502-го тяжёлого танкового батальона. Не имея возможности поразить противника из 20-миллиметровой пушки, командир Т-60 Д. Осатюк принял решение заманить «Тигры» под огонь своей противотанковой артиллерии. Благодаря мастерству механика-водителя И. Макаренкова и манёвренности Т-60 это удалось осуществить — два тяжёлых танка противника были уничтожены. Свидетелем боя стал командир бригады В. В. Хрустицкий, который за этот подвиг представил экипаж танка к званию Героев Советского Союза.
Одновременно с боями за Рабочий Посёлок № 5 части 86-й стрелковой дивизии, батальон бронеавтомобилей 61-й танковой бригады, а также 34-я лыжная бригада (из второго эшелона армии) с боями продвигались с юга к Шлиссельбургу. 15 января смелым манёвром 330-й полк 86-й стрелковой дивизии овладел Преображенским холмом — ключевой высотой в окрестностях Шлиссельбурга. Немецкий гарнизон в городе, состоявший из части сил 328-го полка 227-й пехотной дивизии (около 600 человек), оказался в критическом положении, однако продолжал отчаянное сопротивление. Утром 16 февраля начался непосредственный штурм города.

Фашисты засели в каменных зданиях, в церкви, в полуразрушенных корпусах ситценабивной фабрики, отделённой от города каналом. Из окон домов пулемёты простреливали все улицы, ведущие к центру, а из полуподвалов били орудия.— Из воспоминаний командира 34-й лыжной бригады Я. Ф. Потехина
В сложившейся обстановке, особую значимость приобрели действия батальона бронеавтомобилей, которые огнём своих 45-миллиметровых пушек разрушали укрепления и подавляли огневые точки. Так, 16 января взвод бронеавтомобилей под командованием лейтенанта Лаптева вместе с пехотой прорвался к окраинам города, но прицельный огонь из немецкого ДЗОТА и противотанковых пушек остановил дальнейшее наступление. Поскольку подавить их артиллерийским огнём никак не удавалось, БА-10 лейтенанта Лаптева прорвался к вражескому ДЗОТу и перекрыл его амбразуру своим корпусом. Это позволило пехотинцам стремительно продвинуться вперёд. Бойцы уничтожили вражеский ДЗОТ и, обойдя с тыла, забросали гранатами артиллерийскую батарею противника — путь для дальнейшего наступления был открыт. В этом бою БА-10 лейтенанта Лаптева был подбит, а весь экипаж погиб.
В 09:30 утра 18 января после упорного боя части 123-й стрелковой бригады 67-й армии, которую в этом бою поддерживала танковая рота Д. И. Осатюка, взяли Рабочий посёлок № 1и тем самым соединились с 372-й стрелковой дивизией 2-й ударной армии. Чуть позже, в 11:30 утра, решительной атакой частей 136-й стрелковой дивизии и основных сил 61-й танковой бригады был взят штурмом Рабочий посёлок № 5. С востока туда пробились части 18-й стрелковой дивизии Волховского фронта. Блокада Ленинграда была прорвана.
В этот же день завершились бои за Шлиссельбург. Немецкий гарнизон города оказался к тому моменту в полном окружении — ночной атакой части 34-й лыжной бригады вышли к Староладожскому каналу и перерезали дорогу в сторону Рабочего Посёлка № 5. Части 330-го полка 86-й стрелковой дивизии и батальон бронеавтомобилей 61-й танковой бригады вели уже бой в центре города, освобождая квартал за кварталом. Одним из последних узлов обороны были корпуса ситценабивной фабрики. Забаррикадировав подходы вагонетками, бочками, металлическим ломом, немцы продолжали здесь оказывать ожесточённое сопротивление.
Утром 18 января В. В. Хрустицкий поручил танкистам водрузить красное знамя над Шлиссельбургом. Лейтенанты М. Д. Уксусов и В. А. Мандрыкин прорвались на бронеавтомобиле к собору и, несмотря на шквальный огонь противника, выскочили из бронемашины.

т. Уксусов находясь в бою 17—18 января 1943 г. проявил отвагу и мужество… По овладению центром города т. Уксусов с боем прорвался на колокольню церкви сорвал фашистский флаг и повесил Красный флаг на самую верхнюю часть колокольни.— Из наградного листа на представление к награждению орденом «Красной Звезды» лейтенанта М. Д. Уксусова
Красный флаг над городом послужил сигналом для последнего решительного штурма — к 16:00 Шлиссельбург был полностью освобождён.
В боях за город батальон бронеавтомобилей 61-й танковой бригады проявил себя с самой лучшей стороны. Несмотря на то, что к 18 января в строю осталось только 19 из 28 БА-10, большая часть бронеавтомобилей были только повреждены и вскоре возвращены в строй. Безвозвратно батальон потерял только 2 машины.
Через несколько дней после прорыва блокады, стрелковые дивизии первого эшелона были выведены в резерв фронта для отдыха и пополнения. Остальные части 67-й и 2-й ударной армий, в том числе 61-я танковая бригада, повернули на юг и продолжили наступление. 21 января бригада вела бои в районе Рабочего посёлка № 6, который был вскоре взят, но взломать оборону противника и осуществить прорыва на Мустолово войскам 67-й армии не удалось. В феврале уже в ранге гвардейской бригада поддерживала наступление 102-й стрелковой бригады на 2-й Городок и 8-ю ГРЭС. К концу февраля 67-я армия, ликвидировав мощный узел обороны в 1-м и 2-м Городках, продвинулась основными силами к Арбузово, после чего перешла к обороне.
Всего за период боевых действий бригада потеряла 103 танка, из них: от артиллерийского огня 55, от миномётного огня 6, подорвались на минах 6, прочие потери 35. За тот же период, силами ремонтной базы № 4, ремонтных служб бригады и приданных бригад с Ленинградского завода имени Егорова, было отремонтировано 12 танков Т-70 и 88 танков Т-60.
В операции «Искра», которая стала боевым крещением для соединения, 61-я танковая бригада сыграла очень важную роль, проявив высокие боевые качества. Более 250 воинов бригады были награждены орденами и медалями, а Д. Осатюк и И. Макаренков стали Героями Советского Союза. Боевое отличие бригады были высоко оценены командованием — приказом НКО СССР № 58 от 7 февраля 1943 года соединение было преобразовано в 30-ю отдельную гвардейскую танковую бригаду.

## Состав бригады
- Управление бригады (штат № 010/345)
- Рота управления (штат № 010/350)
- 548-й танковый батальон (штат № 010/398)
- 549-й танковый батальон (штат № 010/398)
- отдельный бронеавтомобильный батальон (проект дополнения к штату)
- мотострелково-пулемётный батальон (штат № 010/347)
- медико-санитарный взвод (штат № 010/352)
- особый отдел НКВД (но особому штату)
- полевая почтовая станция (штат № 014/69в)

## Подчинение
| Дата            | Фронт (округ)       | Армия      | Корпус | Дивизия | Примечания                            |
| --------------- | ------------------- | ---------- | ------ | ------- | ------------------------------------- |
| 01.08.1942 года | Ленинградский фронт | -          | -      | -       | Непосредственно фронтового подчинения |
| 01.09.1942 года | Ленинградский фронт | 55-я армия | -      | -       | -                                     |
| 01.10.1942 года | Ленинградский фронт | -          | -      | -       | Непосредственно фронтового подчинения |
| 01.11.1942 года | Ленинградский фронт | -          | -      | -       | Непосредственно фронтового подчинения |
| 01.12.1942 года | Ленинградский фронт | -          | -      | -       | Непосредственно фронтового подчинения |
| 01.01.1943 года | Ленинградский фронт | 67-я армия | -      | -       | -                                     |
| 01.02.1943 года | Ленинградский фронт | 67-я армия | -      | -       | -                                     |

## Командный состав
Командиры бригады:
- с 05.07.1942 по 15.09.1942 — подполковник Шевлягин, Александр Васильевич;
- с 16.09.1942 по 07.02.1943 — подполковник, с 20.01.1943 полковник Хрустицкий, Владислав Владиславович[18][19]

Военный комиссар с 9.10.1942 заместитель командира бригады по политической части:
- с 05.07.1942 по 07.02.1943 — старший батальонный комиссар, с 24.01.1943 подполковник Румянцев Фёдор Кузьмич[20]

Начальники штаба бригады:
- с 07.07.1942 по 15.09.1942 — майор Краснов Виктор Иванович;
- с 15.09.1942 по 07.02.1943 — майор, подполковник Соколов Сергей Александрович[21]

Начальник политотдела
- с 05.07.1942 по 07.02.1943 — старший батальонный комиссар, с 11.11.1942 подполковник Борисовнин Михаил Павлович[20]

## Численность бригады[22]
- на 27.07.1942 г. — 65 танков и 46 бронеавтомобилей: 65 Т-60, 46 БА-20[23]
- на 23.08.1942 г. — 64 танка и 39 бронеавтомобилей: 64 Т-60, 16 БА-20, 23 БА-10[24]
- на 11.01.1943 г.  — 61 танк, 28 бронеавтомобилей: 61 Т-60, 28 БА-10

## Отличившиеся воины бригады
| Награда | Ф. И. О.                    | Должность        | Звание    | Дата награждения | Примечания |
| ------- | --------------------------- | ---------------- | --------- | ---------------- | ---------- |
|         | Макаренков, Иван Михайлович | Механик-водитель | Старшина  | 10.02.1943       |            |
|         | Осатюк, Дмитрий Иванович    | Командир роты    | Лейтенант | 10.02.1943       |            |